# Ласкажев
Ласкажев (пољ. Łaskarzew) град је у Пољској у Војводству мазовском. По подацима из 2012. године број становника у месту је био 4929.

## Становништво
| 2012. |
| ----- |
| 4.929 |